# Sebastião
Pour les articles homonymes, voir Silva.
Sebastião Loureiro da Silva, plus communément appelé Sebastião, est un footballeur portugais né le 22 avril 1925. Il évoluait au poste de gardien de but.

## Biographie

### En club
En 1946, Sebastião commence sa carrière en tant que gardien titulaire du Estoril-Praia qui évolue alors en première division portugaise,.
Lors de la saison 1953-1954, il est gardien remplaçant du Benfica Lisbonne,.
Sebastião revient à Estoril en 1954, il représente le club pendant deux saisons en deuxième division,.
Lors de la saison 1956-1957, il garde les buts de l'Atlético CP,.
En 1957, il est transféré au Vitória Guimarães. Après une saison en deuxième division, le club remonte en première division. Sebastião raccroche les crampons après la saison 1958-1959,.
Il dispute un total de 186 matchs en première division portugaise,.

### En équipe nationale
International portugais, il reçoit une unique sélection en équipe du Portugal le 14 décembre 1952, il dispute un match amical contre l'Argentine (défaite 1-3 à Oeiras).